# EnKnapGroup
EnKnapGroup je stalna plesna skupina, nastala leta 2007, pod okriljem Zavoda EN-KNAP, ki se je zavoljo postavljanja trdnih temeljev za razvoj sodobnega plesa na Slovenskem, odločil spremeniti način svojega dotedanjega projektnega delovanja v repertoarnega.
Stalna plesna skupina EnKnapGroup, ki jo je ustanovil koreograf Iztok Kovač, je v tem trenutku edini stalni ansambel za sodobni ples v Sloveniji. Mednarodna sestava plesalcev dela pod Kovačevim umetniškim vodstvom z mednarodno priznanimi koreografi in režiserji izrazito raznorodnih estetskih provenienc. V šestih letih je ustvarila 15 celovečernih predstav dvajsetih domačih in tujih avtorjev. Od leta 2009 ima EnKnapGroup svoj domicil v Centru kulture Španski borci v ljubljanskih Mostah.
Danes skupino EnKnapGroup sestavljajo plesalci Luke Thomas Dunne (Združeno kraljestvo), Ida Hellsten (Švedska), Bence Mezei (Madžarska), Ana Štefanec (Slovenija in Tamás Tuza (Madžarska).

## Zgodovina

### Leto 2007
Spomladi v Ljubljano na razpisano avdicijo  z vseh koncev sveta pripotuje več kot dvesto plesalcev. Umetniški vodja Iztok Kovač izbere petčlansko mednarodno zasedbo in z njimi postavil temelj skupine EnKnapGroup, prve stalne profesionalne plesne skupine za sodobni ples v Sloveniji. To so: Ana Štefanec in Katja Legin iz Slovenije, Ilkem Ulugün iz Turčije, Tomáš Nepšinský iz Slovaške in Luke Dunne iz Velike Britanije. Kasneje se skupini pridružita še Gyula Cserepes iz Madžarske in Lada Petrovski iz Hrvaške. Novoustanovljena stalna plesna skupina EnKnapGroup – EKG – z delom prične v juliju in se javnosti prvič predstavi 27. septembra 2007 s plesnim dogodkom Praznovanje. Ustanovitveno proslavo v treh delih (Bog, Družina in Država) sooblikujejo dolgoletni EN-KNAPovi sodelavci: koreografinja in plesalka Andreja Rauch, filmski režiser Sašo Podgoršek ter koreograf Iztok Kovač.
Praznovanje ni le predstava, temveč Dogodek, ki avtorizira preteklost in odpira vrata prihodnosti kot bodoči zgodovini. Zgodi se rojstvo skupine in pripeti se proslava tega rojstva. Praznuje vse skupaj: rojstni dan, dogodek in pripetljaj. Praznujemo vsi skupaj: koreografi in plesalci, ustvarjalci in gledalci. Praznuje se ples. Iztok Kovač predstavi svoj pogled na slovenski sodobni ples in razgrne nove smernice zavoda EN-KNAP, skladatelj Drago Ivanuša ob tej priložnosti skomponira himno EKG, dogodek popestrijo članice upokojenskega ženskega pevskega zbora iz Trbovelj. Na vsakem izmed treh premiernih večerov, se podelijo tudi javne zahvale za dolgoletno sodelovanje z zavodom EN-KNAP Mitji Rotovniku, Sašu Podgoršku in Johnu Ashfordu.
Po Praznovanju se člani skupine EKG za mesec in pol preselijo v idilično okolje italijanske Umbrije, v Perugio, kjer s koreografoma Simonejem Sandronijem in Lenko Flory ustvarijo novi predstavi Zemlja in Nebo, s skupnim naslovom Nekje Vmes. Obe sta premierno prikazani 26. novembra 2007 v Stari mestni elektrarni, Ljubljana.

### Leto 2008
Ena od temeljnih usmeritev v prvem obdobju delovanja skupine EnKnapGroup je sprejemanje in artikuliranje različnih odrskih žanrov in avtopoetik, zato skupina k sodelovanju vabi uveljavljene domače avtorje.
Premieri predstav Ukrep, v režiji Sebastijana Horvata in Ukaz, v koreografiji Matjaža Fariča sta ločeni predstavi, premierno pokazani v istem večeru sredi aprila, v Stari mestni elektrarni v Ljubljani.
Premiera predstave Kraljestvo za Konja, koreografija Iztok Kovač. S premiero te predstave, plesna skupina EnKnapGroup v Cankarjevem domu septembra praznuje svojo prvo obletnico ustvarjanja. Ob tej priložnosti se skupina okrepi s plesalcem Gyulo Cserepesem in petimi posebnimi gosti, vodstvo produkcije pa prevzame Meta Lavrič. Na izvirni lokaciji bivše prodajalne Mavrica na Zmajskem mostu v Ljubljani, pripravita v decembru skupno predstavo Romeo in Publika, koreografinja Mala Kline in gledališki režiser Tomi Janežič, ki k sodelovanju pritegneta tudi večje število gostujočih performerjev.

### Leto 2009
Prizadevanje za sinergijo lastne estetske izraznosti in ostalih eksperimentalnih dimenzij sodobnega plesa in sodobnega gledališča, je perspektiva tudi v letu 2009, kjer prvi premierni večer v Stari mestni elektrarni v začetku aprila pripravi gledališki režiser Bojan Jablanovec. S predstavo Črtano se skupina takoj po premieri odpravi na obsežno trotedensko turnejo po Balkanu. Skupini se pridruži Lada Petrovski in Kaja Janjić kot gostja. Portugalska koreografinja Claudia de Serpa Soares v juniju konča predstavo Surovo, ki otvori trodnevni pregledni festival EKG PREGLED v Stari mestni elektrarni v Ljubljani.

### Leto 2010
Skupini se pridružita nova člana Tamás Tuza iz Madžarske in Evin Hadžijaljević iz Slovenije. V tem letu je skupina usmerjena v predstavljanje sodobnega plesa mladim kot energetične in ustvarjalne oblike umetnosti ter v ovračanje stereotipov, ki so z njim povezani, ter v predstavljanje razlogov za gib in koreografove odločitve. Didaktični odrski dogodek Pozor hud ples! ima premiero maja v Španskih borcih. Novembra v Španskih borcih sledi premiera 10 MIN južno, ki je delo mednarodne zasedbe koreografov in ustvarajalcev Dalije Aćin (Srbija), Ivice Buljana (Hrvaška), Jordija Casanovasa (Španija), Olge Pona (Rusija) in Davida Zambrana (Venezuela-Nizozemska).

### Leto 2011
Januarja EKG igrajo predstavo Pozor hud ples! v okviru priljubljenega festivala za otroke in mlade Bobri 2011. Februarja otvorijo sodobnoplesno platformo Gibanica 2011 s predstavo 10 MIN po izboru selektorjev Gibanice, s predstavo nastopijo tudi na 1. konferenci plesne medicine v Sloveniji (izbor Nina Meško). Marca v okviru Neforme Zavoda Sploh EKG oživijo predstavo S.K.I.N. s Sebastijanom Tramontano. Poleti skupina predstavlja projekt 10 MIN v Zagrebu (Tjedan suvremenog plesa), v Ljubljani (Junij v Ljubljani), v Budimpešti (Slovenski dnevi v Budimpešti) in Novem Sadu (Festival Infant). Z italijanskim koreografom Simonejem Sandronijem, soustanoviteljem flamske skupine Ultima Vez, ustvarja tudi novo predstavo Junaki brez kril (Not Made For Flying), koprodukcijo Zavoda EN-KNAP in italijanskega Deja Donne, ki tematizira napetosti med junaškim in človeškim. Predstava je imela slovensko premiero 17. oktobra 2011 v Španskih borcih, z njo pa je ansambel imel spomladi in jeseni obsežno turnejo po Evropi. Decembra je kar sedem ponovitev doživela predstava Pozor hud ples!, skupaj jo je od premiere videlo 5400 obiskovalcev.